# Universet
Universet (latin: universus) er al rum og tid og deres indhold, inklusiv planeter, stjerner, galakser og al anden form for stof og energi.
Universet formodes at være begyndt for cirka 13,7 milliarder år siden. Big bang-teorien siger at universet hele tiden udvider sig, og at denne udvidelse startede fra en singularitet ("alt" var samlet i ét punkt).
I den allertidligste periode af universets eksistens var dets (energi)tæthed så høj, at ingen kendt fysisk teori kan beskrive det.
Først da universet var cirka 0,001 sekund gammelt, blev energitætheden eller "temperaturen" så lav at hadroner som for eksempel protonen kunne opstå. Efter omkring 1 sekund kunne andre atomkerner som hydrogen-2 (deuterium) og helium-4 dannes ved en proces der kaldes nukleosyntese. Der dannedes dog ikke tungere grundstoffer på dette tidspunkt, og universet bestod af brint og helium.
Efter omkring 500.000 år blev tætheden så lav, at atomer (kerner med bundne elektroner) kunne opstå (rekombination). På dette tidspunkt blev universet "gennemsigtigt", og baggrundsstrålingen stammer fra dette øjeblik.
Universet udvider sig stadig, ved at de tomme mellemrum mellem grupper af galaksehobe bliver større.
Man ved ikke, hvordan galakserne blev dannet, men det må være sket "hurtigt" efter big bang.
Stjernedannelse begyndte at foregå i skyer, der havde opnået masse nok til at trække sig sammen. På grund af det enorme tryk påbegyndes en fusionsreaktion i stjernens indre. Et biprodukt af fusionsreaktionen er det periodiske systems andre grundstoffer.
Ved slutningen af stjernens levetid eksploderer den i en supernova (hvis dens masse er mere end 8 gange større end solens) og slynger sin masse ud i rummet. Dette kan føre til, at andre gasskyer opnår kritisk masse og nye stjerner med planeter kan dannes. De fleste stjerner med en masse på under 8 gange solens vil blive til hvide dværge, der er på størrelse med planeter. De blæser også deres ydre lag væk, og der kan f.eks. opstå en planetarisk tåge.
Gradvist opbruger dannelsen af nye stjerner universets helium og brint, eftersom disse, de to letteste, fusioneres til tungere grundstoffer, så der på et tidspunkt - langt ude i fremtiden - ikke længere vil være nok til at danne nye stjerner.
Uanset hvordan det startede, vil universet enten lide varmedøden eller ende i et Big Crunch og miste al struktur. Hvilken af disse muligheder, der vil blive realiseret, afhænger af mængden af stof i universet, hvilket er genstand for indgående undersøgelser. De nuværende skøn tyder på, at mængden er for lille til, at universet kan trække sig sammen igen. Men observationer viser også, at der kan eksistere en kraft som modvirker tyngdekraft/gravitation, kaldet mørk energi. Det tyder på, at den vokser med tiden, og den kan også være årsagen, hvis universet ikke trækker sig sammen igen.
De tre teorier for universets "død" kaldes Big Crunch, hvor det trækker sig sammen, Big Chill, hvor massen er lidt for lille til at universet kan trække sig sammen igen, så universet vil udvide sig og gradvis gå i stå, men aldrig kunne trække sig sammen. Big Rip er den tredje teori som bygger på, at den mørke energi vil vokse med tiden, og til sidst "flå" (heraf rip) universet itu.

## Universets befolkning
Det observerbare univers indeholder ca. 300 trilliarder (3×1023) stjerner og mere end 100 milliarder (1011) galakser. Typiske galakser er i størrelsesintervallet fra dværggalakser med ned til kun ca. 10 millioner (107) stjerner og op til kæmpegalakser med en billion (1012) stjerner.